# Kingsland (Herefordshire)
Kingsland – wieś i civil parish w Anglii, w hrabstwie Herefordshire. W 2011 roku civil parish liczyła 986 mieszkańców. Kingsland jest wspomniana w Domesday Book (1086) jako Lene.